# Кресент Сити (Илиноис)
Кресент Сити (енгл. Crescent City) град је у америчкој савезној држави Илиноис.

## Демографија
По попису из 2010. године број становника је 615, што је 16 (-2,5%) становника мање него 2000. године.
| Група             | 2000.       | 2010.       |
| Белци             | 619 (98,1%) | 601 (97,7%) |
| Афроамериканци    | 0 (0,0%)    | 1 (0,2%)    |
| Азијати           | 0 (0,0%)    | 2 (0,3%)    |
| Хиспаноамериканци | 8 (1,3%)    | 7 (1,1%)    |
| Укупно            | 631         | 615         |